# Circumvolució parahipocampal
El circumvolució parahipocampal és una circumvolució del cervell situada al voltant de l'hipocamp i forma part del sistema límbic. La regió té un paper important en la codificació i recuperació de la memòria. Ha estat implicat en alguns casos d'esclerosi de l'hipocamp. S'ha observat asimetria en l'esquizofrènia.